# Social Cues
Social Cues es el quinto álbum de estudio de la banda estadounidense de rock Cage the Elephant. El álbum fue anunciado el 31 de enero de 2019, y se lanzó el día 19 de abril de 2019. Este disco cuenta con la colaboración del famoso músico estadounidense Beck.

## Historia
La banda anunció el 26 de noviembre de 2018 que su nuevo álbum estaba listo. Desde el día 25 de enero, hasta el día 27 de enero, la banda publicó en redes sociales algunas fotografías que ya se sospechaban que tenían que ver con el álbum que habían mencionado antes, exactamente se publicaron 3 fotos, en las cuales se mostraban: una flor, un sombrero, y un vaquero sosteniendo una flor, todas estas fotografías tenían un fondo negro y las figuras en color rojo. Finalmente el día 28 de enero publicaron una vista previa del sencillo 'Ready To Let Go' junto con la fecha en la que se publicaría la canción, que era el 31 de enero. El día de la publicación del sencillo, se anunció por completo el álbum y las canciones que éste iba a contener. También se anunció la colaboración del músico estadounidense Beck en ese mismo día. El 8 de febrero de 2019 se lanzaría el segundo sencillo 'House of Glass', junto con un vídeo que incluía las letras de la canción.

## Tours
Posterior a la salida del primer sencillo, se anunció una gira por Europa y otra en conjunto con Beck (músico).

## Lista de canciones
| N.º | Título                     |
| --- | -------------------------- |
| 1.  | Broken Boy                 |
| 2.  | Social Cues                |
| 3.  | Black Madonna              |
| 4.  | Night Running (Feat. Beck) |
| 5.  | Skin and Bones             |
| 6.  | Ready To Let Go            |
| 7.  | House of Glass             |
| 8.  | Love's the only way        |
| 9.  | The War Is Over            |
| 10. | Dance Dance                |
| 11. | What I'm Becoming          |
| 12. | Tokyo Smoke                |
| 13. | Goodbye                    |